# Kántor (foglalkozás)
A kántor, magyar szóval egyházzenész felekezetének istentiszteletein a liturgikus eseményeket zenével kíséri, ill. egyházközségével, gyülekezetével kapcsolatos egyéb rendezvényeket szervez, zenével kísér.

## A kántor feladata
A középkor óta elsősorban a liturgia énekese vagy templomi előénekes, kórusvezető és énektanár. A 16. század óta a protestáns egyházzenéért felelős iskolai énektanító. A legújabb időkben a nagyobb templomok vezető zenésze.
Az egyházzenész gyülekezetének zenei életében alakítólag részt vesz. Ellátja a felekezetének megfelelő istentiszteleten az egyházzenei szolgálatot, az egyházi ének és zene tanítását, vezetését, kíséretét, kórussal rendszeres próbákat tart és fellép. Az istentiszteleti alkalmakon a gyülekezet énekét és az énekkart orgonán kíséri, és azt a liturgikus szabályoknak megfelelő önálló hangszerjátékkal gazdagítja.

### A kántor munkaeszköze
A legfontosabb eszközök az énekhangja és a templomi orgona, ill. harmónium (elsősorban kis kápolnákban). Ezenkívül, ha más hangszeren is játszik, színesebbé és zeneileg változatosabbá teheti gyülekezetének istentiszteleteit.

## Kántorképzés
Kántor (egyházzenész) végzettséget lehet középszinten (OKJ) és felsőfokú (főiskola – BSc) szinten is szerezni. A kántor BSc szakot ma már szinte alig hirdetnek meg az egyházi felsőoktatási intézményekben (például római katolikus felsőoktatásban a jelentkezés hiánya miatt az utóbbi években szinte egyáltalán nem), a szak kihalóban van.

### Középfokú
Kántor középfokú képzés egyházi középiskolákban van, illetve kifejezetten erre a célra szakosodott intézményekben. A képzés alap esetben hároméves és államilag elismert emelt szintű szakképesítést ad. A szakon háromféle szakirány közül lehet választani: énekvezető, kórusvezető, orgonista.
Római katolikus:
- Premontrei Szent Norbert Gimnázium, Gödöllő
- Harmat Artúr Központi Kántorképző, Budapest

Református: 
- Dunamelléki Református Egyházkerület Kántorképző tanfolyama, Budapest
- Dunántúli Református Egyházkerület Pápai Kántorképző Tanfolyam
- Tiszántúli Református Egyházkerület Kántorképző tanfolyama, Debrecen

Evangélikus:
- A MEE Kántorképző és Egyházzenei Intézete - Fót

Felekezet-független:
- Bartók Béla Zeneművészeti Szakgimnázium, Miskolc
- Kodály Zoltán Zeneművészeti Szakközépiskola és Kollégium, Debrecen
- Pikéthy Tibor Zeneművészeti Szakközépiskola, Vác
- Kodály Zoltán Magyar Kórusiskola, Budapest

### Felsőfokú
A felsőfokú képzésben egyházi és világi felsőoktatási intézményben is lehet szerezni egyházzenei alapdiplomát. Az egyházi felsőoktatásban kántor BSc szakként, míg a világi intézményekben ének-zene BSc és előadóművészet BSc szakként hirdetik meg, ahol az egyházzene szakirányt lehet felvenni (ahol ezt meghirdetik) és elvégzése után az egyházzene-művész MSc szakon lehet folytatni a tanulmányokat.
A kántor BSc szakot a 2009/2010-es tanévre az alábbi egyházi felsőoktatási intézmények hirdettek meg (felekezet szerinti csoportosításban):
Görögkatolikus:
- Szent Atanáz Görögkatolikus Hittudományi Főiskola, Nyíregyháza

Református:
- Károli Gáspár Református Egyetem Tanítóképző Főiskolai Kar, Nagykőrös
- Kölcsey Ferenc Református Tanítóképző Főiskola, Debrecen

Evangélikus:
- Evangélikus Hittudományi Egyetem, Budapest

Baptista:
- Baptista Teológiai Akadémia, Budapest

A római katolikus felsőoktatásban szinte már alig-alig hirdetik meg a szakot. Jelenleg (2009) még vannak felsőbb éves hallgatók az évekkel ezelőtt indított kántor szakon az Apor Vilmos Katolikus Főiskolán és a Veszprémi Érseki Hittudományi Főiskolán. Jelenleg a szegedi Gál Ferenc Hittudományi Főiskolán is meg van hirdetve a kántor szak, viszont jelentkezők hiányában 2011/12-es tanévben már nem indult képzés.
A kántor BSc szakot a csekély érdeklődés miatt nagyon kis létszámokkal, általában 5-10 fővel (vagy még kevesebbel is) indítják.
Egyházzenei képzés létezik továbbá a Liszt Ferenc Zeneművészeti Egyetemen is, amelyben mind a katolikus, mind pedig a protestáns felekezetűek részt vehetnek egyházzene-karvezetés, vagy egyházzene-orgona szakokon.